# Fred Buscaglione
Fred Buscaglione (nome artístico de Ferdinando Buscaglione, Turim, 23 de novembro de 1921 – Roma, 3 de fevereiro de 1960) foi um cantor italiano.
Aos onze anos entra para o "Conservatorio Giuseppe Verdi" em Turim, mas abandonou os estudos três anos depois, devido ao seu pouco interesse pela música clássica, mas ao que também foi isento na decisão a situação económica da família.
Durante a adolescência começou a trabalhar em alguns locais de diversão noturna como cantor de jazz e músico.
Durante a Segunda Guerra Mundial foi prisioneiro de guerra dos norte americanos na Sardegna. Ao perceberem seu talento musical, incorporam-o numa orquestra de rádio em Cagliari; isto permitiu-lhe continuar no meio musical, ao mesmo tempo que ficou exposto aos novos ritmos vindos do outro lado do Atlântico.
O reconhecimento de Fred Buscaglione chega nos finais dos anos cinquenta, quando interpreta o papel de gangster duro, ao estilo do cinema americano negro dos anos trinta, com um pendão para o whisky e as mulheres.
É considerado o principal autor e interprete do swing e do jazz em Itália no pós-guerra.
Morreu precocemente em um acidente de viação a 3 de Fevereiro de 1960, quando o seu Ford Thunderbird bateu em um camião. Durante muito tempo especulou-se que estaria embriagado num camião nessa altura; contudo, testes toxicológicos mais recentes, mostraram que estava sóbrio.